# 아타리 재규어
아타리 재규어(Atari Jaguar)는 1993년 미국 아타리에서 발매된 가정용 게임기이다. 제조는 세계최대의 컴퓨터 업체인 IBM이 하고있었다. 대한민국에서는 90년대 용산에 위치한 게임업체 불독소프트웨어가 판매계약을 맺었으나 사정으로 인해 무산되었다. 그 후로 재규어의 큰 성공을 거두지 못하여 이후 아타리는 게임 하드웨어 사업으로부터 철수하게 된다. 또한 미국 MSNNEWS에서 최악의 비디오게임 컨트롤러 TOP 5에 선정되었다.

## 주요 사양
- CPU: 'Tom'칩(26.59 MHz)
- GPU: 32Bit의 RISC 아키텍처, 4KB 내부캐시, 소프트웨어 기반 그래픽효과
- Object Processor: 64Bit 비 프로그램: 시스템에서 모든 비디오 출력을 제공함
- 블리터: 64Bit 고속 논리연산, Z 버퍼링 및 라우드 셰이딩, 64Bit 내부 레지스터
- DRAM 컨트롤러, 8, 16, 32, 64Bit 메모리 관리 'Jerry'칩(26.59 MHz)
- 디지털 신호 프로세서: 32Bit RISC 아키텍처, 8KB 내부캐시
- CD 음질(16비트 스테레오)
- 사운드 채널의 수는 소프트웨어에 한정
- 두 DAC들(스테레오)사운드 신호를 디지털 - 아날로그 데이터로 변환
- 전체 스테레오 기능
- 웨이브 테이블 합성, FM합성, FM샘플 합성 및 AM합성
- 타이머를 통합 클럭 제어 블록 및 UART
- 조이스틱 제어 (기존적으로 3버튼+12버튼, 별도로는 6버튼+12버튼)
- '모토로라 68000'칩 (13.295MHz): 외부기기 등 코프로세서 전용으로 사용
- RAM: 2MB
- 스토리지: 롬 카트리지 - 6MB까지
- DSP 포트(JagLink)
- 모니터 출력포트: 컴포지트 / S-비디오 / RGB

## 같이 보기
- Contiki